# Aambeeld (muziekinstrument)
Een aambeeld is een muziekinstrument uit de slagwerkgroep der idiofonen. Als het instrument bespeeld wordt klinkt het alsof een smid op zijn aambeeld aan het hameren is in zijn smederij.
Bijvoorbeeld in het Aambeeldkoor uit Il trovatore van Giuseppe Verdi en in de derde symfonie van Arnold Bax wordt het aambeeld veelvuldig ingezet.